# Понтианак
Понтиа́нак (индон. Kota Pontianak) — город в Индонезии, на острове Калимантан. Является административным центром провинции Западный Калимантан. Занимает территорию 107,82 км² в дельте реки Капуас, почти точно на экваторе. В городе стоит Монумент экватору.

## История
С 1771 по 1950 годы город Понтианак был столицей одноимённого султаната.

## Население
Население города по данным на 2010 год составляет 554 764 человека. Этнические группы включают: китайцев (31,2 %), малайцев (26,1 %), бугисов (13,1 %), яванцев (11,7 %), мадурцев (6,4 %), даяков и др. Ислам исповедуют 75,4 % населения Понтианака, буддизм — 12 %, католицизм — 6,1 %, протестантство — 5 %, конфуцианство — 1,3 % и индуизм — 0,1 %.
Большая часть населения использует малайское произношение индонезийского языка, среди китайцев распространёны чаошаньское наречие и хакка.

## Климат
Понтианак расположен в зоне экваториального климата. Годовое количество осадков в среднем достигает 3210 мм. Температуры — постоянные на протяжении всего года со средним максимумом 33 °C и средним минимумом 23 °C.
| Показатель                                                                    | Янв. | Фев. | Март | Апр. | Май  | Июнь | Июль | Авг. | Сен. | Окт. | Нояб. | Дек. | Год  |
| ----------------------------------------------------------------------------- | ---- | ---- | ---- | ---- | ---- | ---- | ---- | ---- | ---- | ---- | ----- | ---- | ---- |
| Абсолютный максимум, °C                                                       | 37   | 38   | 37   | 38   | 37   | 38   | 37   | 37   | 37   | 40   | 37    | 37   | 40   |
| Средний суточный максимум, °C                                                 | 32,4 | 32,7 | 32,9 | 33,2 | 33,0 | 33,2 | 32,9 | 33,4 | 32,6 | 32,6 | 32,2  | 32,0 | 32,7 |
| Средняя температура, °C                                                       | 27,6 | 27,7 | 28,0 | 28,2 | 28,2 | 28,2 | 27,7 | 27,9 | 27,6 | 27,7 | 27,4  | 27,2 | 27,7 |
| Средний суточный минимум, °C                                                  | 22,7 | 22,6 | 23,0 | 23,2 | 23,4 | 23,1 | 22,5 | 22,3 | 22,6 | 22,8 | 22,6  | 22,4 | 22,7 |
| Абсолютный минимум, °C                                                        | 18   | 17   | 21   | 21   | 20   | 20   | 20   | 21   | 21   | 21   | 21    | 20   | 17   |
| Норма осадков, мм                                                             | 260  | 215  | 254  | 292  | 256  | 212  | 201  | 180  | 295  | 329  | 400   | 302  | 3196 |
| Температура воды, °C                                                          | 28   | 28   | 29   | 30   | 30   | 30   | 29   | 29   | 29   | 29   | 29    | 29   | 29   |
| Источник: World Meteorological Organization, Weatherbase, World Climate Giode |      |      |      |      |      |      |      |      |      |      |       |      |      |

## Экономика
Развито судостроение, производство натурального каучука, пальмового масла, сахара, табака, риса и перца. Понтианак является важным торговым центром региона, особенно тесные торговые связи имеются с малайским Кучингом. Ранее город был крупнейшим центром золотодобычи на Калимантане.

## Транспорт
Город обслуживает небольшой аэропорт Супадио. Регулярные рейсы осуществляются в некоторые крупные города Индонезии, а также в Сингапур и в малайский Кучинг. Понтианак соединён с территорией Малайзии Транскалимантанским шоссе. Имеется междугороднее автобусное сообщение. Основными видами общественного транспорта являются маршрутные такси и трёхколёсные велорикши.

## Города-побратимы
- Кучинг, Малайзия
- Батангас, Филиппины